# 屏边胡椒
屏边胡椒（学名：Piper pingbienense）是胡椒科胡椒属的植物，是中国的特有植物。分布在中国大陆的云南等地，生长于海拔1,100米至1,300米的地区，多生在树上、林中或石上，目前尚未由人工引种栽培。